# HMIS Cauvery (U10)
Le HMIS Cauvery est un sloop, de la classe Black Swan modifiée, servant dans la Royal Indian Navy (RIN) qui participa aux opérations navales pendant la seconde Guerre mondiale.
Après l'indépendance de l'Inde, il est en service dans la Indian Navy (marine indienne) en tant que INS Kaveri.

## Construction et conception
Le Cauvery est commandé le 10 septembre 1941 dans le cadre de programmation de 1940 pour le chantier naval de Yarrow Shipbuilders à Scotstoun en Ecosse. La pose de la quille est effectuée le 28 octobre 1942, le Cauvery est lancé le 15 juin 1943 et mis en service le 21 octobre 1943. Au cours de sa construction, un radar de type 272 pour l'avertissement de surface et le type 285 pour le contrôle des tirs de l'armement principal ont été installés.
Les sloops de la classe Black Swan ont fait l'objet de nombreuses modifications au cours du processus de construction, à tel point que la conception a été révisée, les navires ultérieurs (du programme de 1941 et suivants) étant décrits comme la classe Black Swan modifiée. Bien que Wren ait été fixé selon la conception originale, elle a été achevée plus tard que certains des navires de classe modifiés, et avec les modifications apportées lors de sa construction, il était impossible de les distinguer des navires modifiés de Black Swan .
La classe Black Swan modifiée était une version élargie et mieux armé pour la lutte anti-sous-marine de la classe Black Swan, elle-même dérivée des sloops antérieurs de la classe Egret. L'armement principal se composait de six canons antiaériens QF 4 pouces Mk XVI dans trois tourelles jumelles, de 6 Canons jumelés de 20 mm Oerlikon Anti-aérien, de 4 canons de 40 mm pom-pom. L'armement anti-sous-marin se composait de lanceurs de charges de profondeur avec 110 charges de profondeur transportées. Il était aussi équipé d'un mortier Hedgehog anti-sous-marin pour lancer en avant ainsi qu'un équipement radar pour le radar d'alerte de surface type 272, et le radar de contrôle de tir type 285,.

## Historique
Avec la Seconde Guerre mondiale en cours, il est rapidement déployé pour des fonctions d'escorte de convoi dans la Home Fleet. En février 1944, il est muté dans la Eastern Fleet (flotte de l'Est). En route, il continue d'escorter divers convois, jusqu'à rejoindre la flotte en avril. Il est de nouveau déployé comme escorte de convoi dans le golfe du Bengale et l'océan Indien.
En mai–juin, il fait partie de la force déployée pour soutenir les débarquements amphibies de l'armée indienne britannique et de la British Army à Rangoon dans le cadre de l'opération Dragoon. Entre juillet et octobre, il rejoint la Force 66 dans des opérations anti-sous-marines dans l'océan Indien.
Après un radoub à Bombay, en mars 1945, le HMIS Cauvery joue un rôle majeur dans le bombardement de Letpan lors de la préparation des débarquements de la 4e brigade indienne pour interrompre le retrait de l'armée impériale japonaise dans le cadre de l'opération Turret. En avril, Il fait partie du groupe d'escorte pour soutenir les débarquements amphibies de la 26e division indienne sur la péninsule d'Akyab dans le cadre de l'opération Dracula. D'autres navires soutenant l'opération comprenaient d'autres sloops Godavari, Kistna, Narbada, Sutlej et Hindustan. Le groupe d'escorte a ensuite poursuivi ses patrouilles entre les Îles Andaman et la Birmanie.
En juillet, le HMIS Cauvery est déployé dans le détroit de Malacca pour des opérations de déminage dans le cadre de l'opération Collie. Elle était prête pour un assaut amphibie sur la côte malaise, avant le report de l'opération Zipper.
À la fin de la guerre, il est à Singapour pour la cérémonie de reddition japonaise.
Après guerre, le HMIS Cauvery est déployé dans les Indes orientales pour soutenir les opérations de rapatriement dans la région des Indes orientales et se rend également à la base de la flotte à Mantis.
Après l'indépendance de l'Inde, il est renommé INS Kaveri et fait partie du 12e escadron de frégates pendant plusieurs années. Il est finalement déclassé en 1977 et ensuite mise au rebut en Inde.